# Ms. Marvel
Ms. Marvel är en amerikansk miniserie från 2022, skapad av Bisha K. Ali. Serien är baserad på Marvel Comics seriefigur Kamala Khan (Ms. Marvel). Serien är den åttonde i Marvel Cinematic Universe (MCU) producerad av Marvel Studios.
Serien hade premiär den 8 juni 2022 på streamingtjänsten Disney+ och består av sex avsnitt.

## Handling
Serien handlar om tonårsflickan Kamala Khan som är ett stort beundrare av superhjälten Captain Marvel. Hon har svårt att hitta sin plats i skolan och bland vänner, tills den dagen då hon får egna superkrafter och livet förändras.

## Rollista (i urval)
- Iman Vellani – Kamala Khan / Ms. Marvel
- Aramis Knight – Kareem / Red Dagger
- Saagar Shaikh – Amir Khan
- Rish Shah – Kamran
- Matt Lintz – Bruno Carrelli
- Zenobia Shroff – Muneeba Khan
- Mohan Kapur – Yusuf Khan